# Fort Waver-Amstel

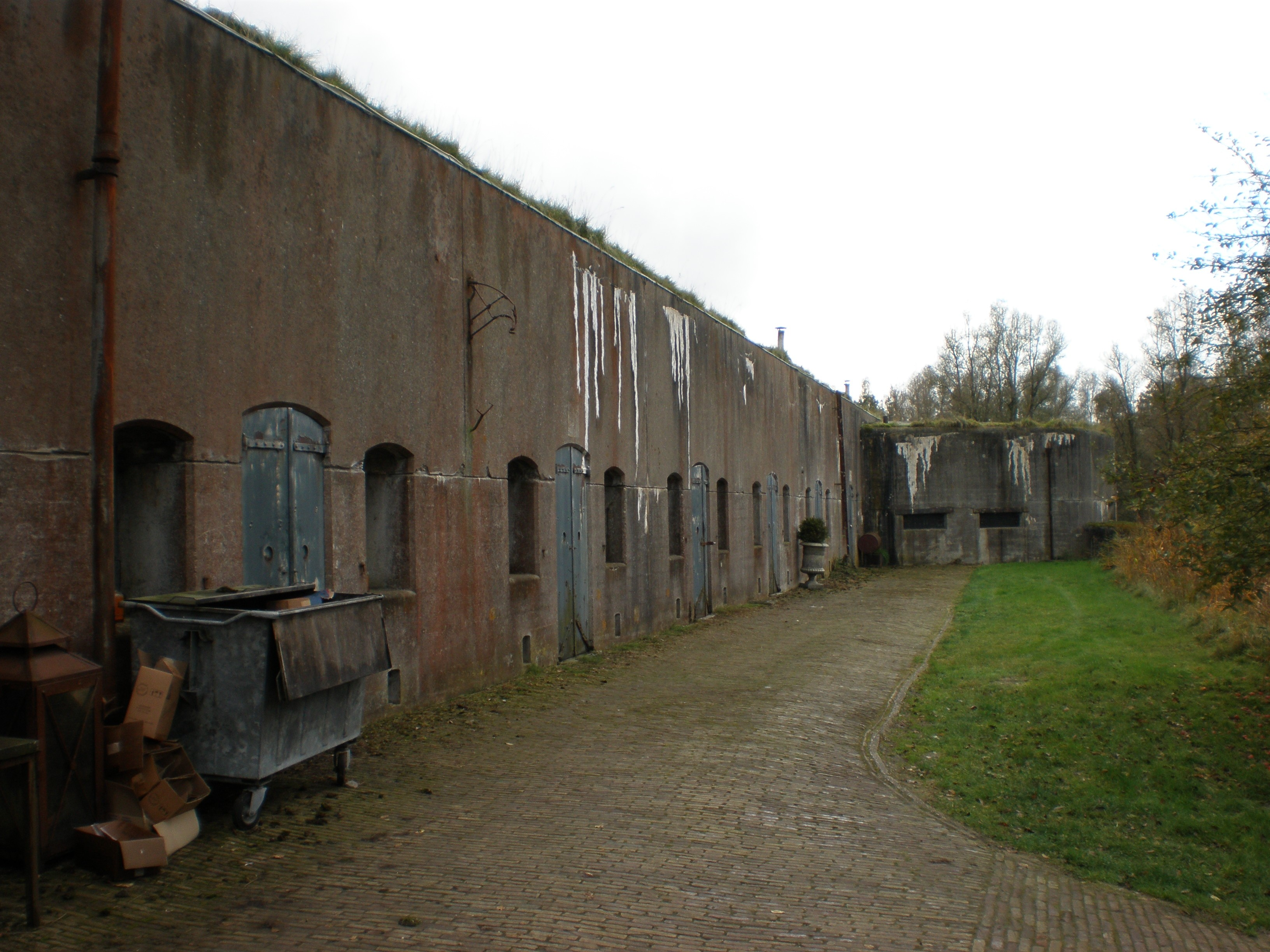
Fort Waver-Amstel met helemaal rechts een van de twee keelkazematten.

Het Fort Waver-Amstel (ook bekend als Fort de Nes of Fort Nessersluis) ligt bij Nessersluis in de polder Groot-Mijdrecht waar de Oude Waver en de Amstel samenkomen. Het ligt een paar kilometer ten noordoosten van Uithoorn en is onderdeel van de Stelling van Amsterdam.

## Bijzonderheden
Het fort van model B werd tussen 1886 en 1911 gebouwd. In 1886 werd begonnen met het aardwerk dat in 1895 verdedigbaar werd gemaakt. In 1911 kwamen de bomvrije gebouwen gereed. Volgens de toenmalige militaire bevelstructuur behoorde het fort tot de sector Ouderkerk, groep De Nes, vak Waver-Amstel.
Het fort is de enige verhoging in het open en vlakke polderlandschap. Het had als taak het acces aan de Veldweg en de inundatiesluis ten oosten van het fort af te sluiten en te verdedigen. Het oorspronkelijke interieur, zoals de keuken, wasruimten en toiletten en de elektrische installaties, uit het begin van de 20e eeuw is goed bewaard gebleven.
De bezetting van het fort bestond in 1920 uit 266 man. In 1924 was dit verhoogd naar 375, waarvan vijf officieren, 20 onderofficieren en 350 manschappen.
De twee hefkoepelgebouwen zijn verbonden met het hoofdgebouw door middel van een korte poterne. In de frontwal zijn drie opstelplaatsen voor mitrailleurs gebouwd waarvan de middelste via een gedekte gang met het frontgebouw is verbonden.
Uit een opgave van de bewapening uit 1910 stonden er op het fort vier kanonnen met een kaliber van 7,5 centimeter (kazematkanon van 7 cm) opgesteld in de keelkazematten. Twee hefkoepels waren voorzien van elk een 5,7 cm kanon (kanon van 6 cm). In beide keelkazematten stonden ook een kanon van 5,7 cm ter verdediging van de achterzijde van het fort. Verder waren er tien Schwarzlose M'08 mitrailleurs. Van die zware mitrailleurs waren er zes opgesteld in de drie geprepareerde borstweringen aan de frontzijde van het fort. De overige vier waren opgesteld in de keelkazematten.
Aan de keelzijde stonden een houten genieloods en een fortwachterswoning, maar beide zijn gesloopt.
Het fort was tijdens de mobilisatie en de daaropvolgende meidagen van 1940 bezet en vormde ook toen onderdeel van de Stelling van Amsterdam.  
Het fort bleef gedurende 40 jaar militair relevant en op 28 oktober 1951 werd het als vestingwerk opgeheven. Het bleef nog wel in bezit van defensie dat het nog langere tijd gebruikte voor opslag van munitie. 
Het fort is in een redelijk staat en in 2015 deels gerestaureerd. Binnen zijn nog veel authentieke details behouden waaronder het sanitair. Beide hefkoepelgebouwen zijn tijdens de Tweede Wereldoorlog vernield door de Duitse bezetter die het staal nodig had voor de eigen oorlogsindustrie.
Fort Waver-Amstel is nu in handen van de Vereniging Natuurmonumenten en er is een wijnopslag gevestigd. Het ligt ten noordoosten van het Fort bij Uithoorn en ten zuidwesten van het Fort in de Botshol. In 2016 was het fort voor het eerst voor publiek geopend op Open Monumentendag.

## Galerij

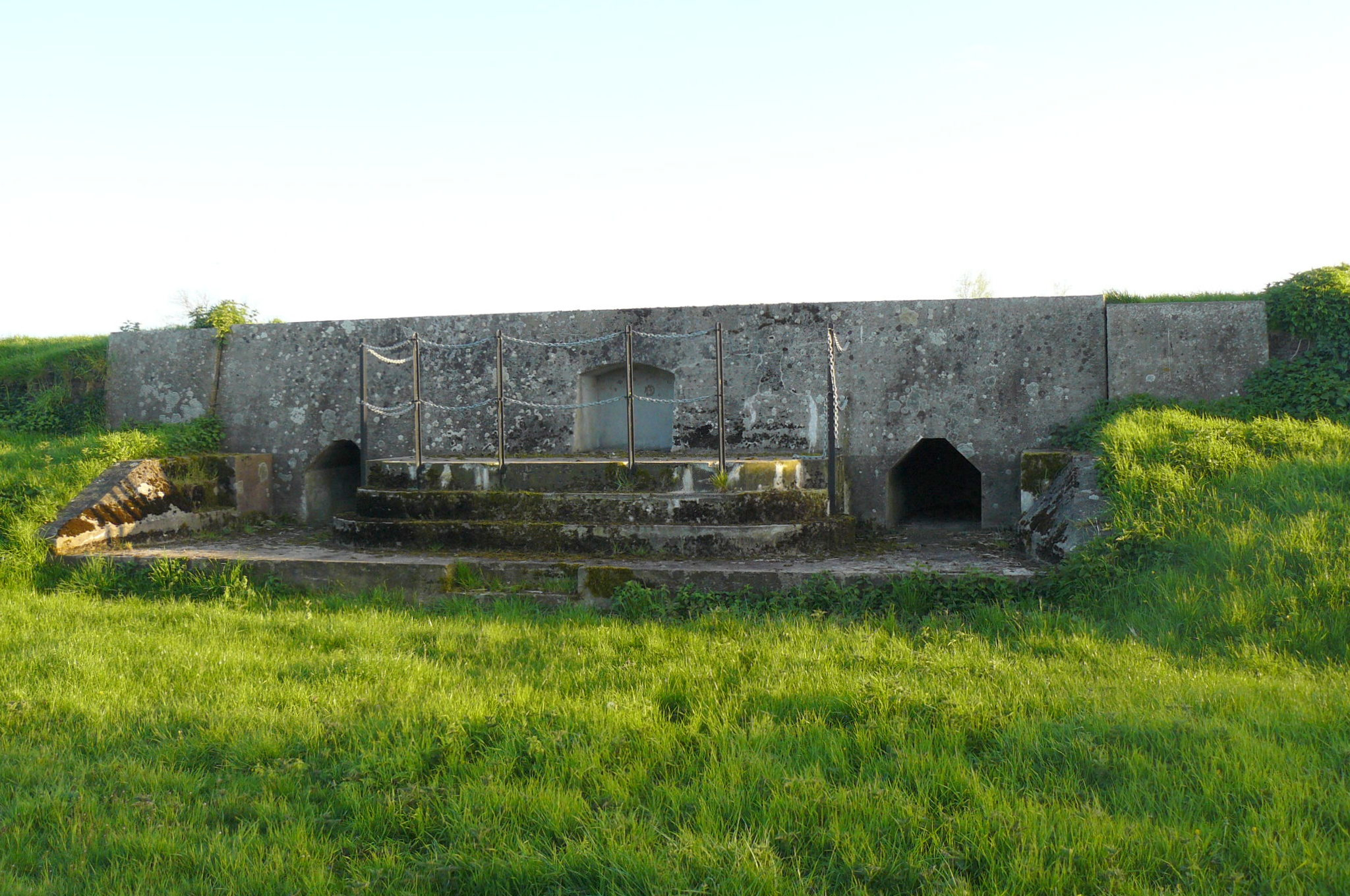
Opstelplaats voor een mitrailleur in de frontwal
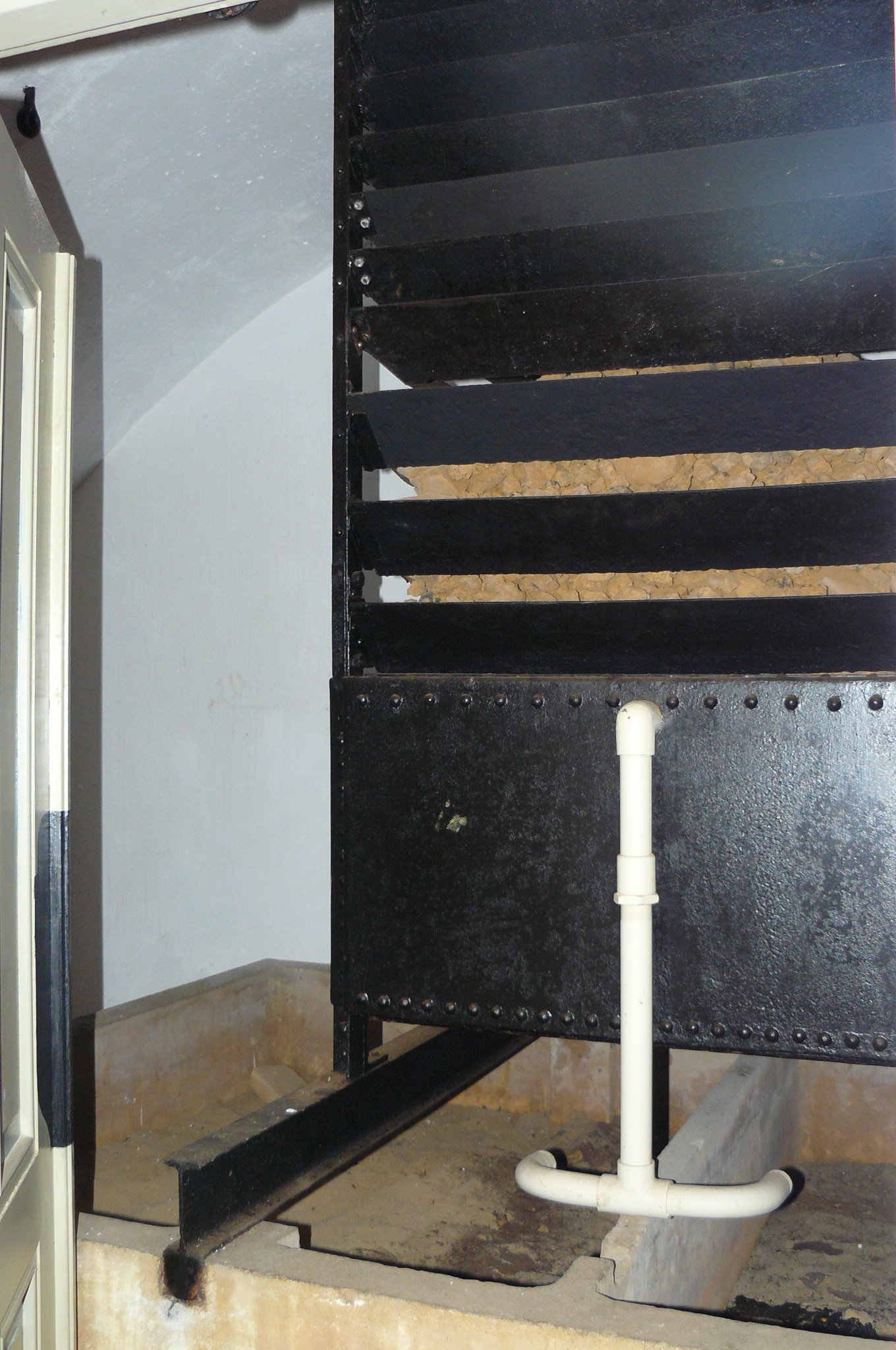
Ontijzeringsinstallatie in het fort
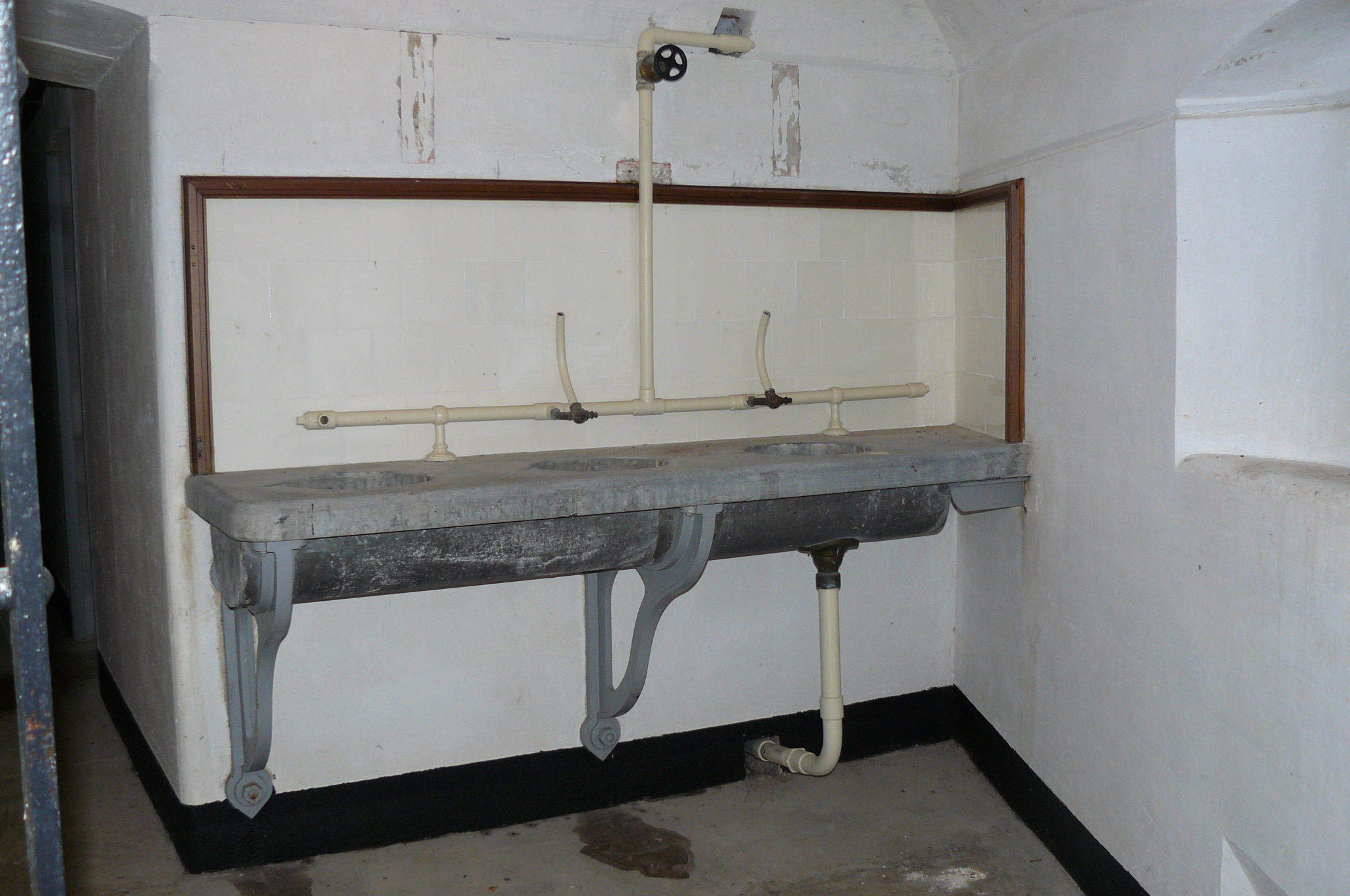
Wasplaats soldaten
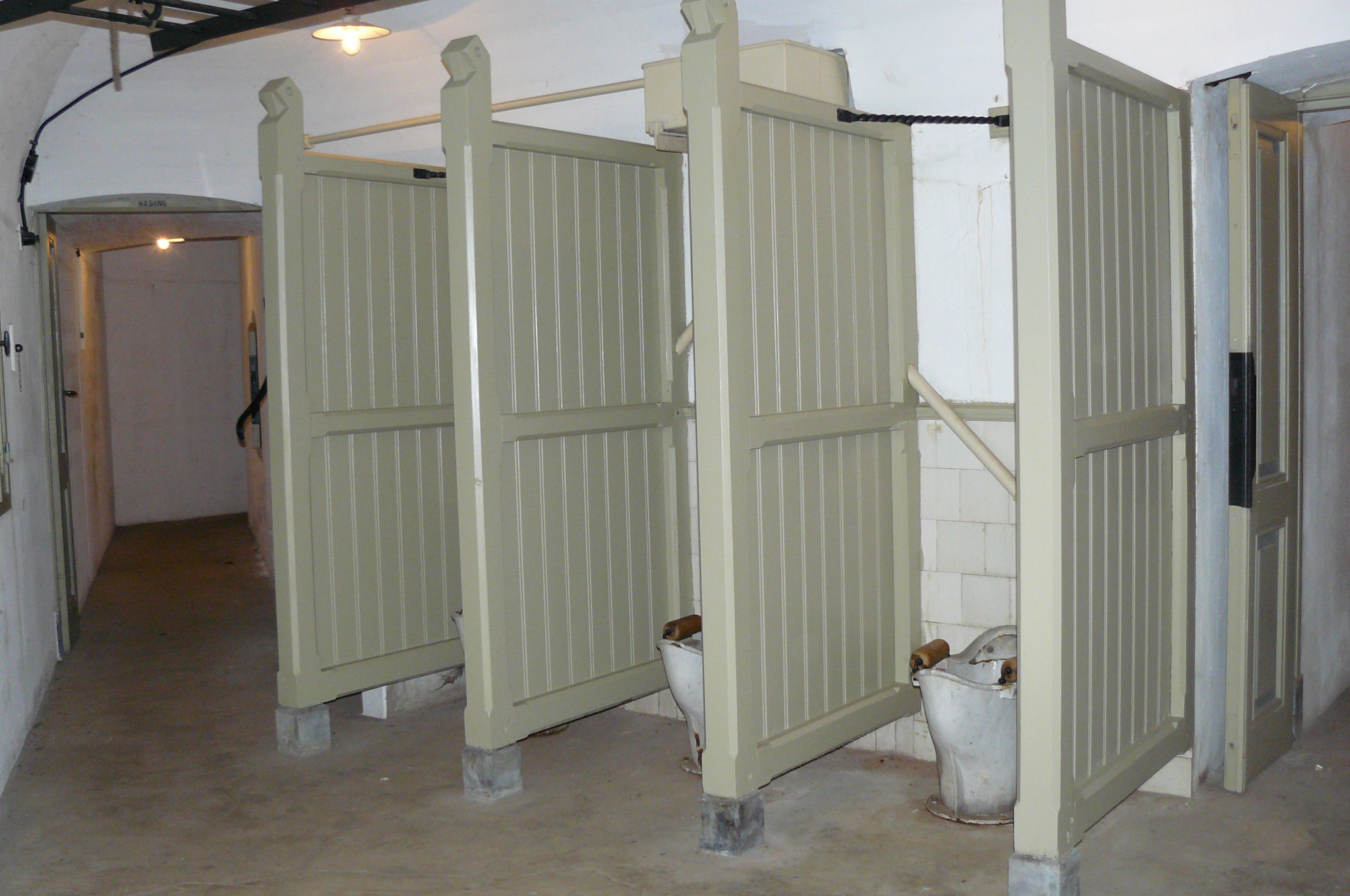
Privaten